# 经济圈

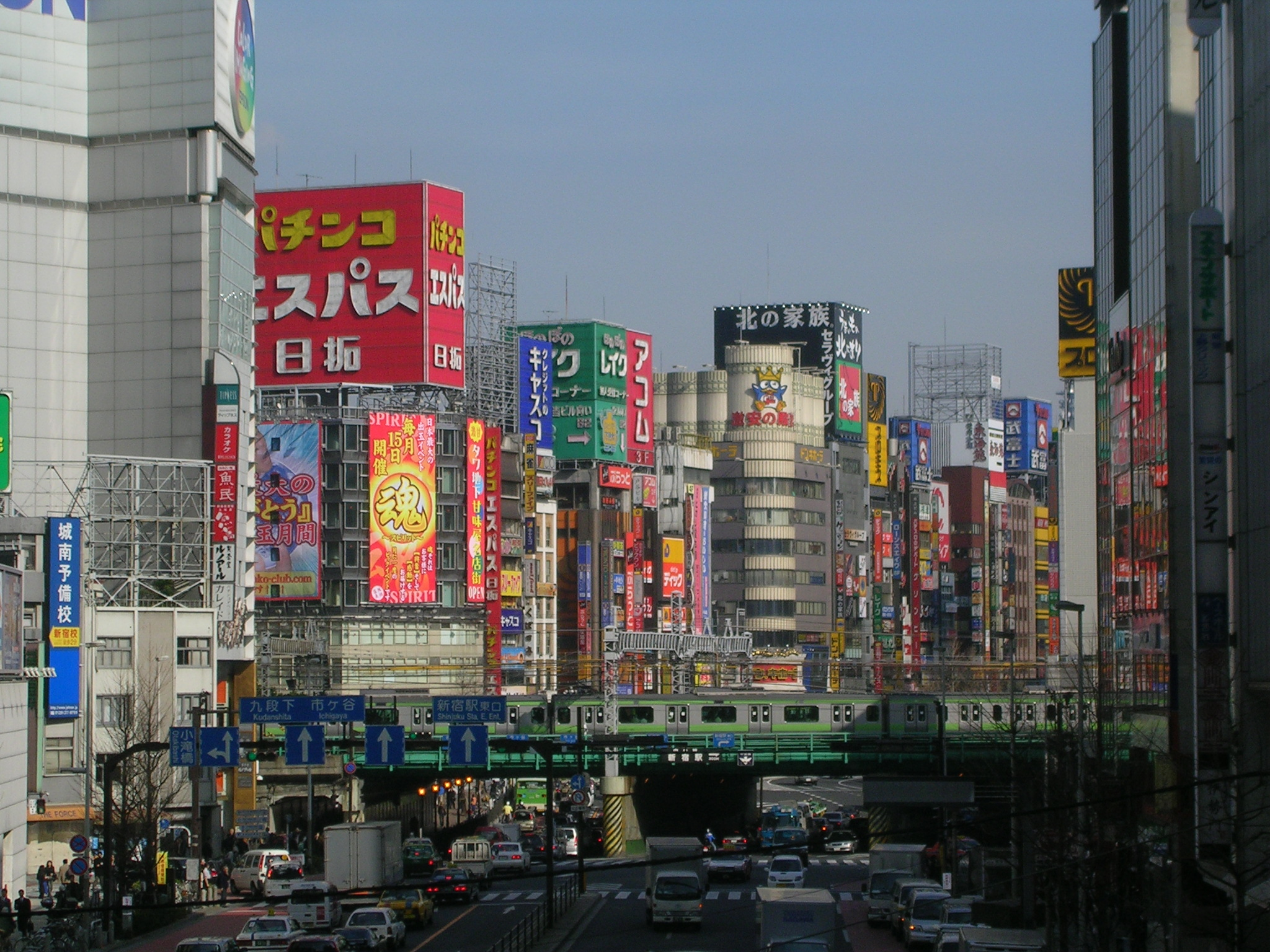
東京經濟圈

经济圈（大城市群、城市群集合、大经济区）指一定区域范围内的经济组织实体，常为城市群体的集合或在国家经济总量中占有很大比重。经济圈的特点表现为内部具有比较明显的同质性与群体性，与外部有着比较明确的组织和地域界限。经济圈属于1990年代开始出现渐多出现的中文地域经济用语。
经济圈通常指疆域极广的国家内部某一特定区域，其经济总量国家内部GDP总量占有极大比重，并且全球经济产生影响；有跨国家的大经济圈如北美的金马蹄地区。世界上大的经济圈在世界经济和产业分工中具有重大影响。根据中国城市发展报告显示，全世界范围内，美国三大经济圈(大纽约区、五大湖区、大洛杉矶区)的GDP占全美国的份额为67%，日本三大都市圈GDP占全日本的份额则达到70%，中国大陆三大经济圈占GDP总量的38%。另外，有人認為跨國亦可被稱為經濟圈，如環日本海經濟圈、東南亞經濟圈等。

## 中国大陸经济圈现状
一般认为中国大陆的城市群、经济圈正在发展和形成过程之中，由于之前的地方保护主义、行政区划导致的条块分割等因素，缺少真正意义的区域经济合作和统一城市规划。到2005年，据认为珠江三角洲城市之间通过磨合，形成比较完善的城市群，或者被称为“珠江三角洲经济圈”，长江三角洲经济圈基本形成，京津冀城市群正在渐渐形成。

## 世界主要经济圈
- 中国大陆三大经济圈：京津冀经济圈（京津冀城市群）、长江三角洲经济圈和珠江三角洲经济圈。
- 日本三大都市圈：首都圈（东京·横滨都市圈）、京阪神（京都·大阪·神户都市圈）和名古屋都市圈。
- 北美四大经济圈：大纽约、大洛杉矶、大芝加哥和金马蹄地区（Golden Horseshoe，五大湖区）。

## 相關
- 都市化
- 現代化
- 工業區